# 三及第汤
三及第汤是客家菜的一种，相传起源于清朝。

## 作法
将猪肉、猪肝、猪粉肠配上枸杞叶或咸菜等辅料熬制而成，猪肉、猪肝、猪粉肠象征着状元、榜眼、探花，合称三及第，客家人喜欢将三及第汤与油腻的腌麵搭配成为早餐。